# Viburnum subpubescens
Viburnum subpubescens là một loài thực vật thuộc họ Caprifoliaceae. Đây là loài đặc hữu của Honduras.